# مواد

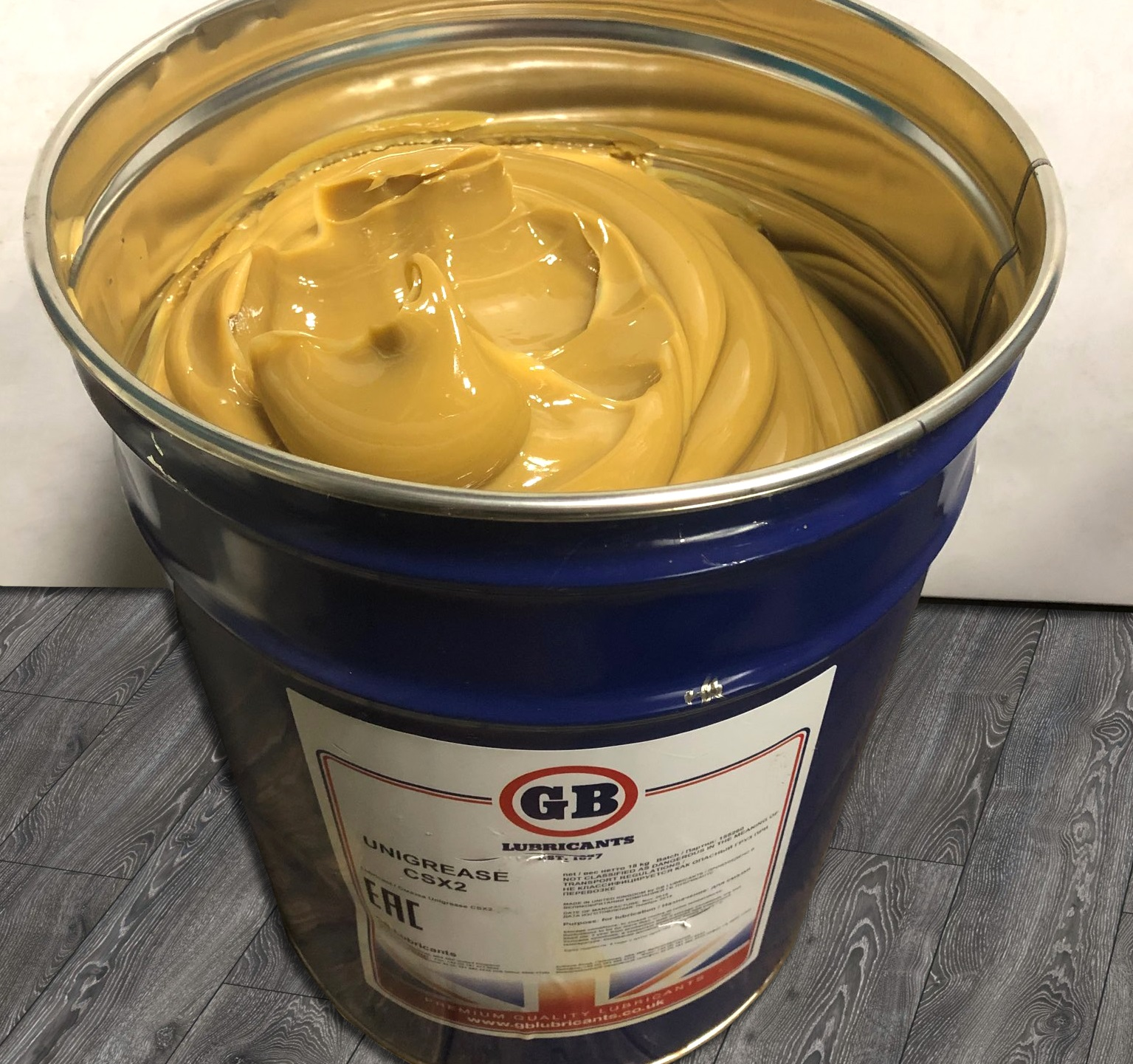
گریس پلاستیک GB روان کننده

مواد عبارتست از هر چیز ساخته شده از ماده (فیزیک) یا ترکیبی از یک یا چند مواد شیمیایی. چوب، سیمان، هیدروژن، هوا، آب و هر ماده دیگری، همه نمونه‌هایی از مواد هستند. گاهی اصطلاح مواد، بیشتر اشاره گر به مواد یا ترکیباتی با همان خصوصیات فیزیکی چیزی هستند که آن را می‌سازند. با این تعریف، مواد اجزاء ضروری برای ساخت چیزیهای دیگر هستند. از ساختمان گرفته تا هنر و هواپیما و رایانه.
مواد همچنین برای اشاره به گروهی از ایده‌ها، حقایق، اطلاعات یا داده‌هایی که اصولی را گسترش می‌دهند یا بخشی از کاری هستند نیز بکار می‌رود.